# Na’omi Szemer

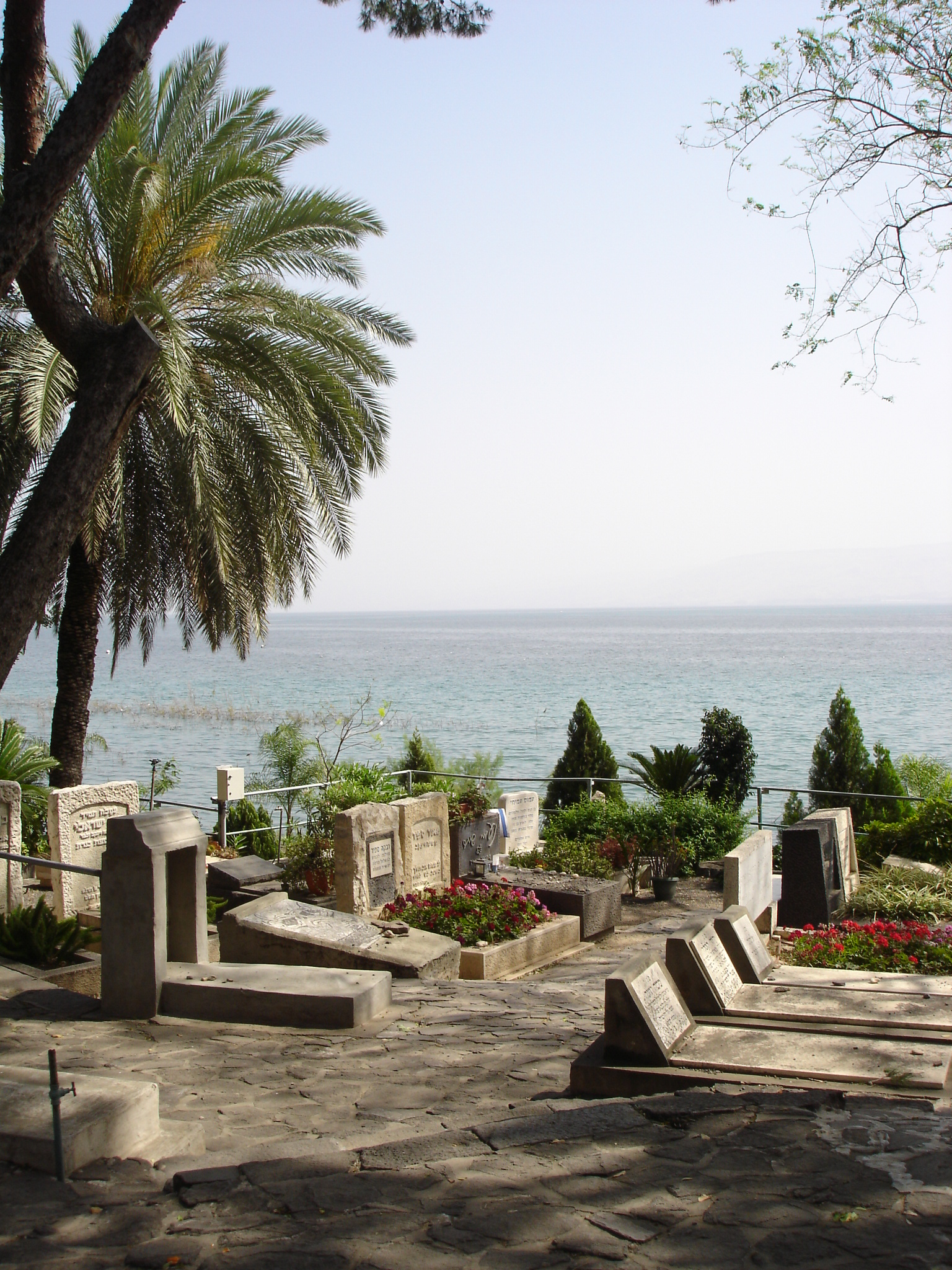
Grób Na’omi Szemer położony jest nad brzegiem Jeziora Tyberiadzkiego w Izraelu.

Na’omi Szemer, hebr: נעמי שמר (ur. 13 lipca 1930 w Kewucat Kinneret, zm. 26 lipca 2004 w Tel Awiwie) – izraelska kompozytorka, autorka tekstów i piosenkarka, określana czasem jako „pierwsza dama piosenki izraelskiej”.

## Życiorys
Na’omi Szemer (prawdziwe nazwisko: Sapir) urodziła się w 1930 roku w kibucu Kewucat Kinneret, leżącym nieopodal Jeziora Tyberiadzkiego. W latach 50. pełniła służbę wojskową w Siłach Obronnych Izraela Nachal, gdzie grała w zespole rozrywkowym. Studiowała również na Akademii Rubina w Jerozolimie. Poślubiła Mordechaja Horowitza, z którym miała dwoje dzieci: Lali i Ariela.
Jej grób znajduje się nad brzegiem Jeziora Tyberiadzkiego.
W pogrzebie wzięli udział m.in. prezydent Izraela Kacaw, premier Ariel Szaron, minister edukacji, kultury i sportu Limor Liwnat oraz wielu artystów i piosenkarzy, m.in. Szuli Natan, która śpiewała w 1967 roku „Jeruszalaim Szel Zahaw”. Pogrzeb był transmitowany przez izraelską telewizję.

## Twórczość
Jej najbardziej znaną kompozycją była piosenka „Złota Jerozolima” („Yerushalayim shel zahav”), którą napisała w 1967, przed wybuchem wojny sześciodniowej. Dodała do niej kolejną strofę po tym, jak armia izraelska objęła kontrolę nad wschodnią Jerozolimą, zdobywając dostęp do Ściany Płaczu. W 1968 Uri Awneri, będący wówczas członkiem izraelskiego parlamentu, zgłosił projekt uchwały określającej pieśń „Jeruszalaim szel zahaw” jako hymn państwowy. Propozycja została odrzucona, ale sama nominacja świadczyła o znaczeniu tego utworu.

## Nagrody
W 1983 otrzymała Nagrodę Izraela za osiągnięcia w dziedzinie piosenki narodowej (słowa i melodia).